# Stubbenkammer
Als Stubbenkammer wird die unmittelbare Umgebung des markanten Kreidefelsens Königsstuhl im Nationalpark Jasmund auf der Insel Rügen bezeichnet. Die wenigen Gebäude in diesem Gebiet, u. a. auch das Nationalpark-Zentrum Königsstuhl, bilden den Ortsteil Stubbenkammer der Stadt Sassnitz. Der Name Stubbenkammer leitet sich aus dem Slawischen ab: Stopin steht für Stufe und kamen für Fels.

## Geographie
Insbesondere werden die hier gelegenen höchsten Kreidefels-Partien Rügens so genannt. Es wird zwischen der Großen und der Kleinen Stubbenkammer unterschieden. Die Große Stubbenkammer umfasst den 118 Meter hohen Königsstuhl und die nördlich direkt angrenzende Kreidefelsformation, einschließlich der dazwischen liegenden Schlucht. Die Kleine Stubbenkammer ist die vom Königsstuhl südlich gelegene Kreidewand mit dem Aussichtspunkt Viktoriasicht, der 1865 anlässlich eines Besuchs des damaligen Königs von Preußen Wilhelm I. mit der Kronprinzessin Victoria (seiner Schwiegertochter) so benannt wurde. Weiter südlich schließen sich das Kollicker Ufer und das Hohe Ufer an, die jedoch nicht mehr zur Stubbenkammer zählen.
Stubbenkammer ist vom drei Kilometer entfernten Groß-Parkplatz in Hagen – einem Ortsteil der Gemeinde Lohme – am besten mit dem Pendelbus oder über einen Wanderweg, der durch den Wald der Stubnitz auch am Herthasee vorbeiführt, zu erreichen. Der Hochuferweg Jasmund führt vom sieben Kilometer entfernten Sassnitz an den Wissower Klinken entlang über die Ernst-Moritz-Arndt-Sicht, den Kieler Bach mit der dort gelegenen Auguste-Viktoria-Sicht und dem Kollicker Ort nach Stubbenkammer und von dort aus weiter zum vier Kilometer entfernten, an der Nordküste Jasmunds gelegenen Lohme.

## Galerie

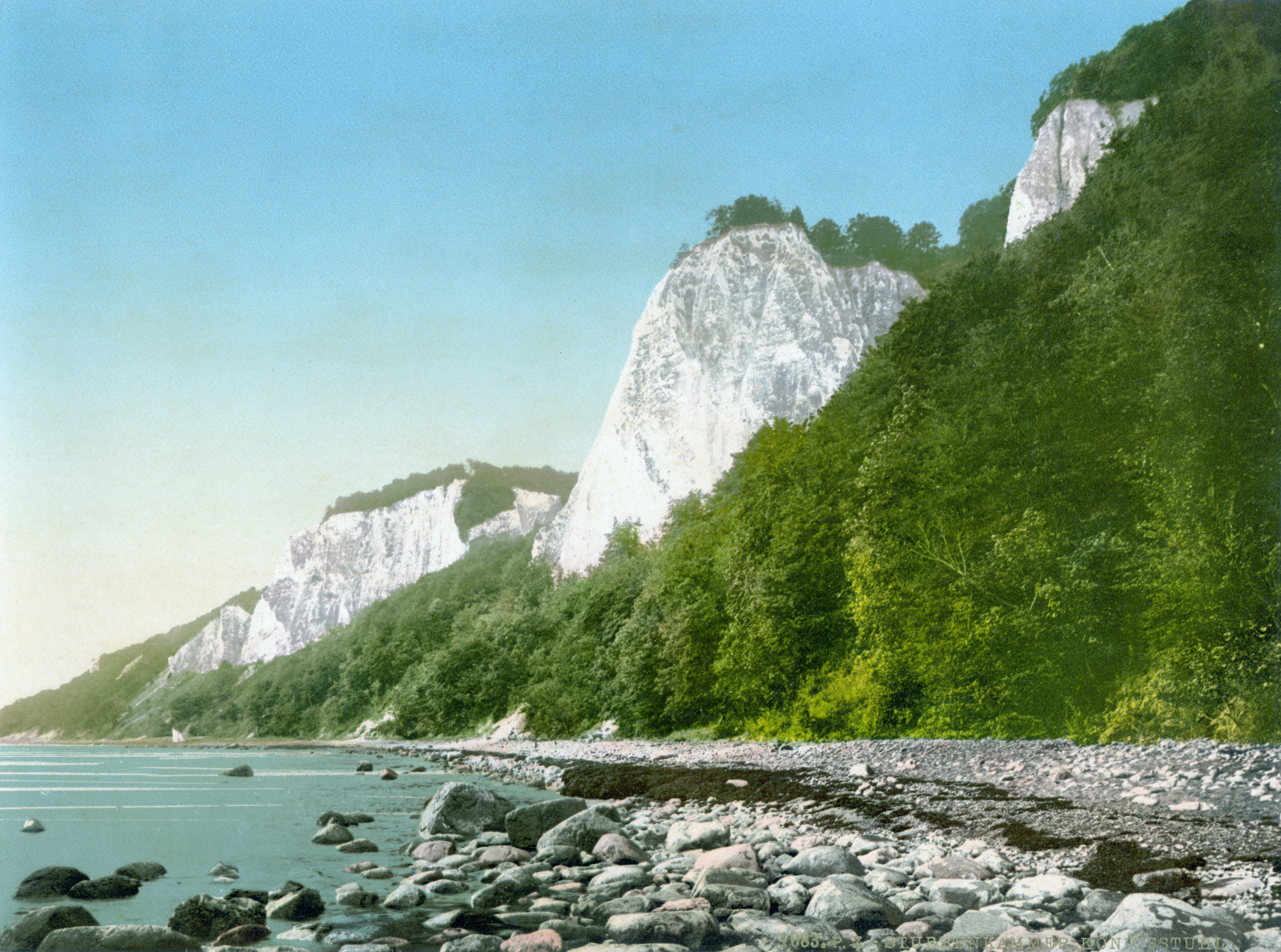
Stubbenkammer um 1900
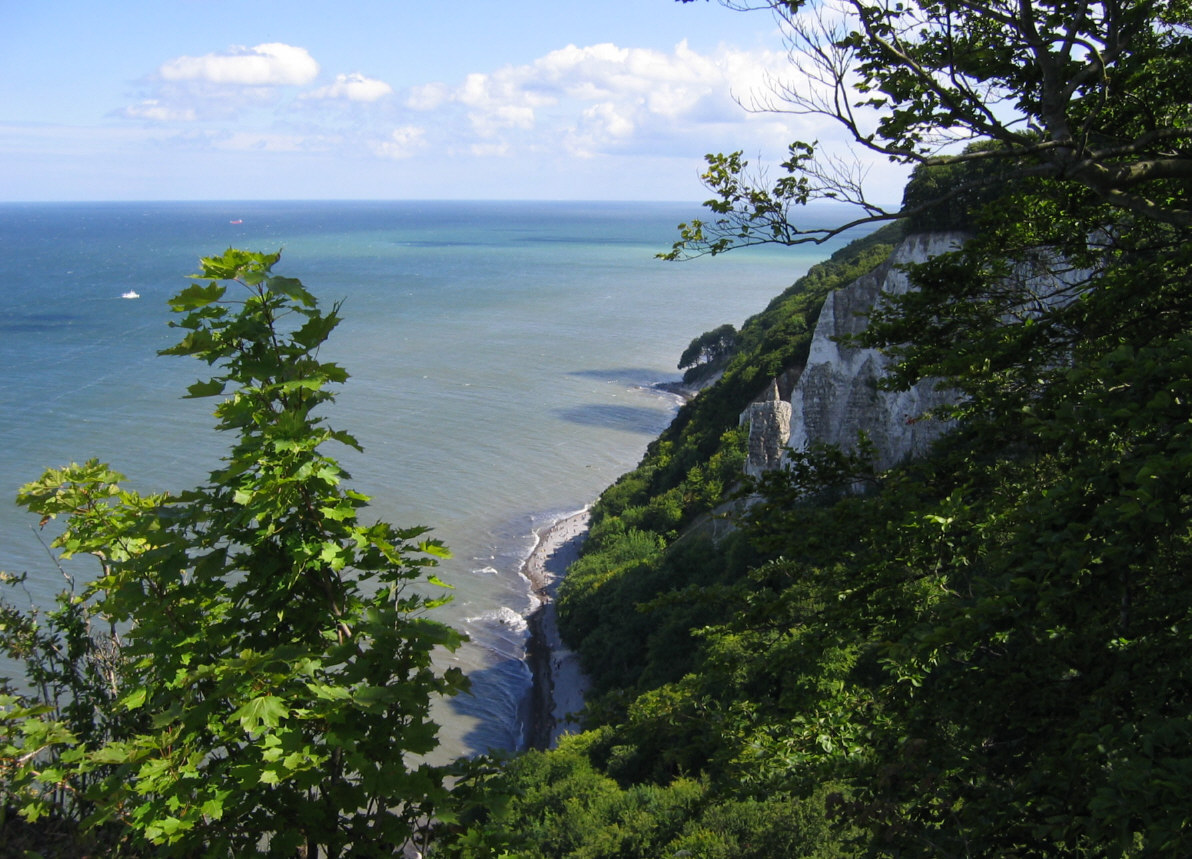
Stubbenkammer von der Viktoria-Sicht aus betrachtet
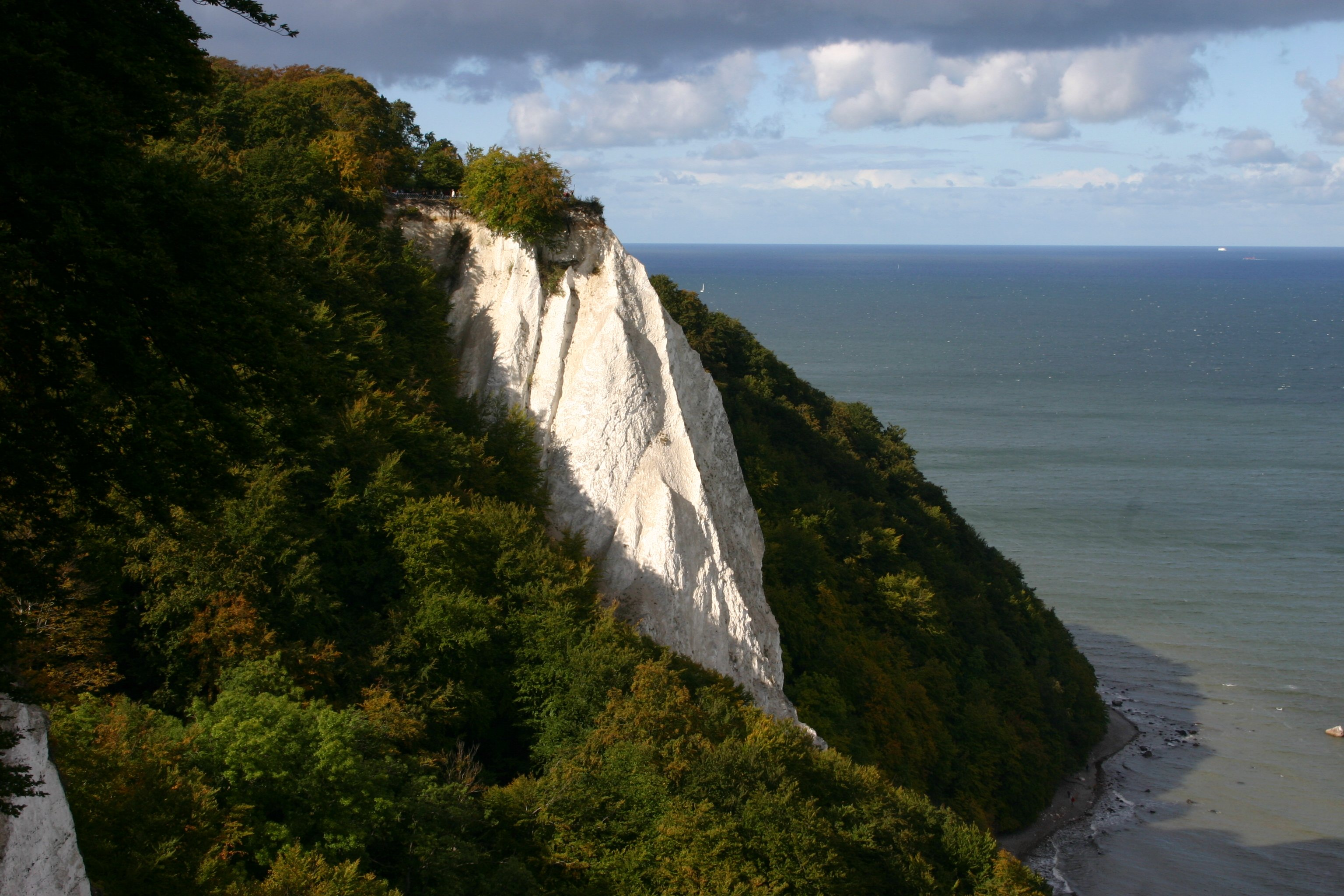
Königsstuhl von der Viktoria-Sicht aus betrachtet
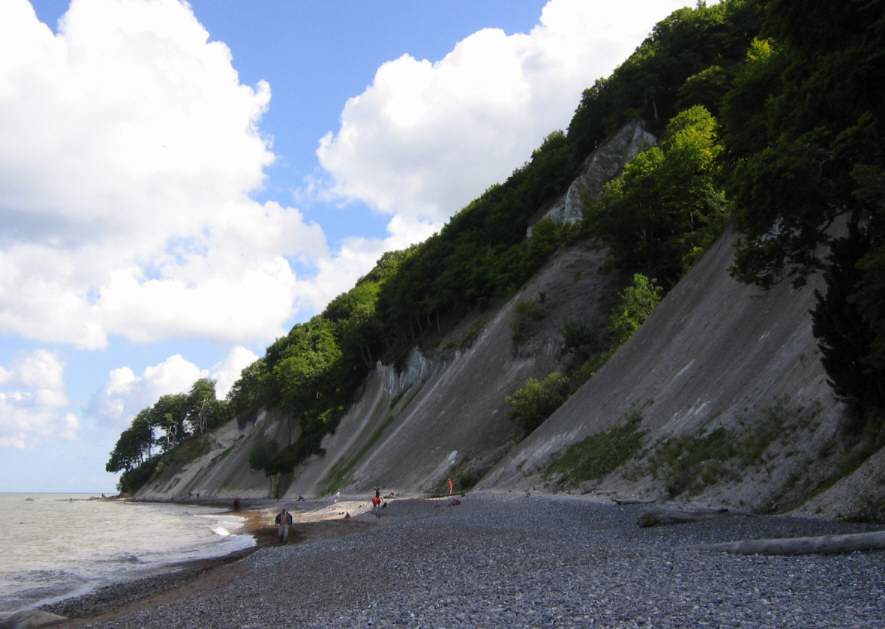
Stubbenkammer vom Strand aus betrachtet
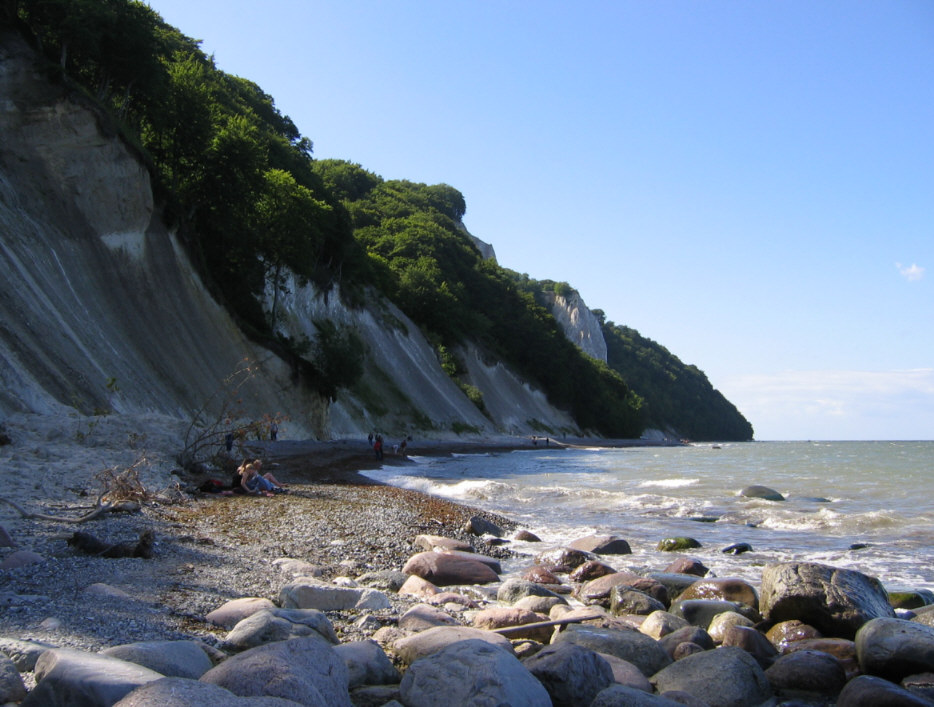
Stubbenkammer vom Strand aus betrachtet
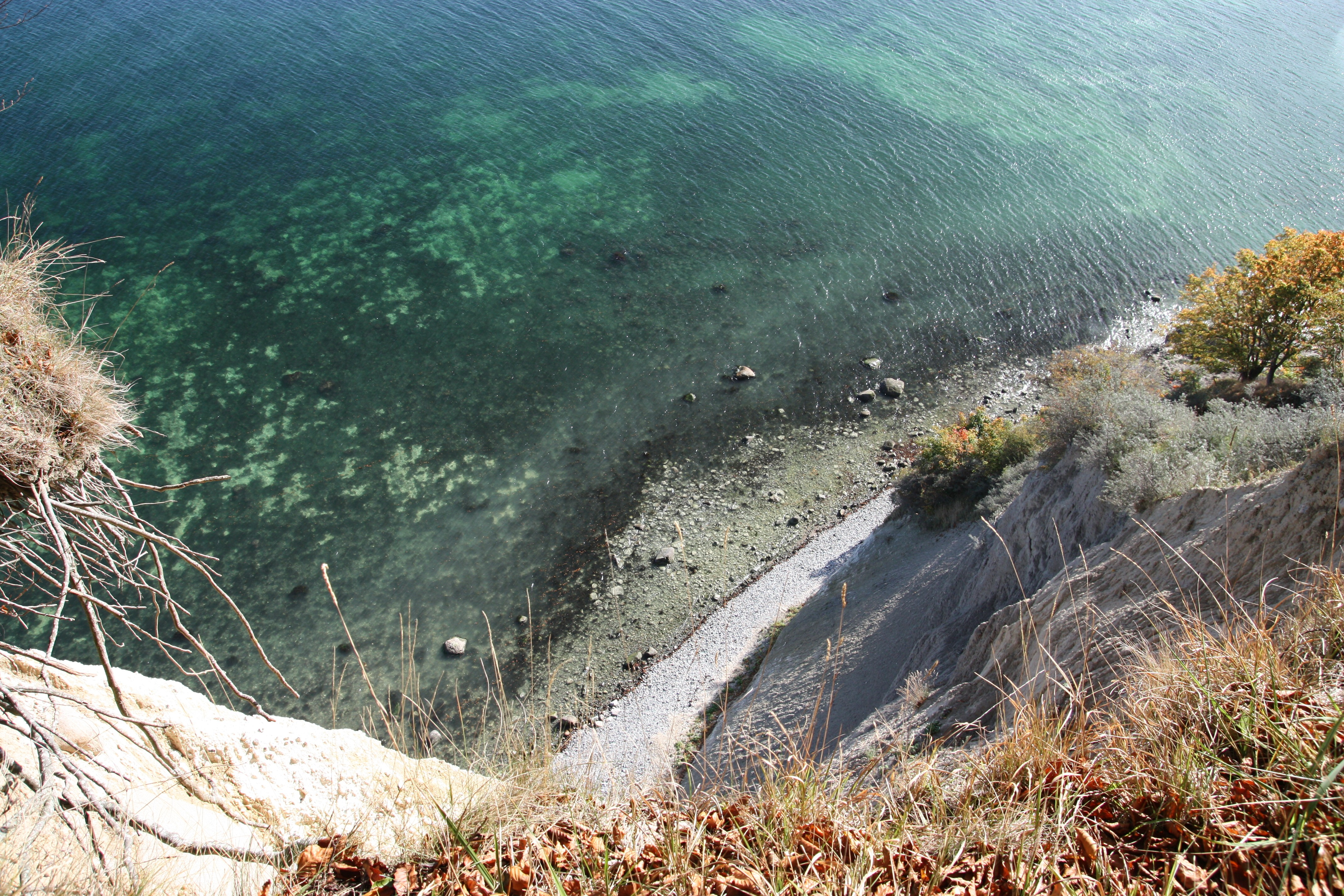
Blick von der Steilküste
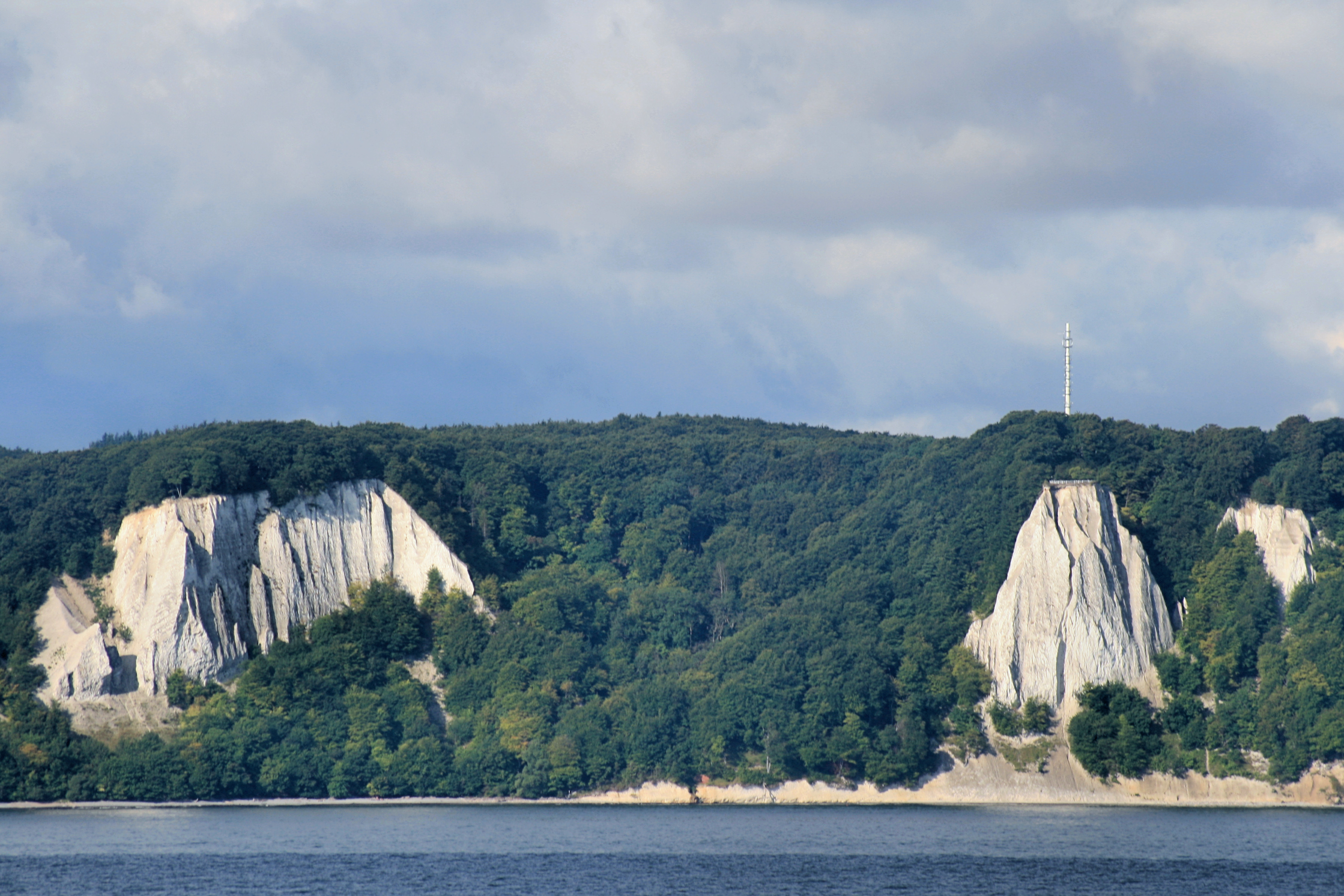
Stubbenkammer vom Fährschiff „Trelleborg“ aus gesehen
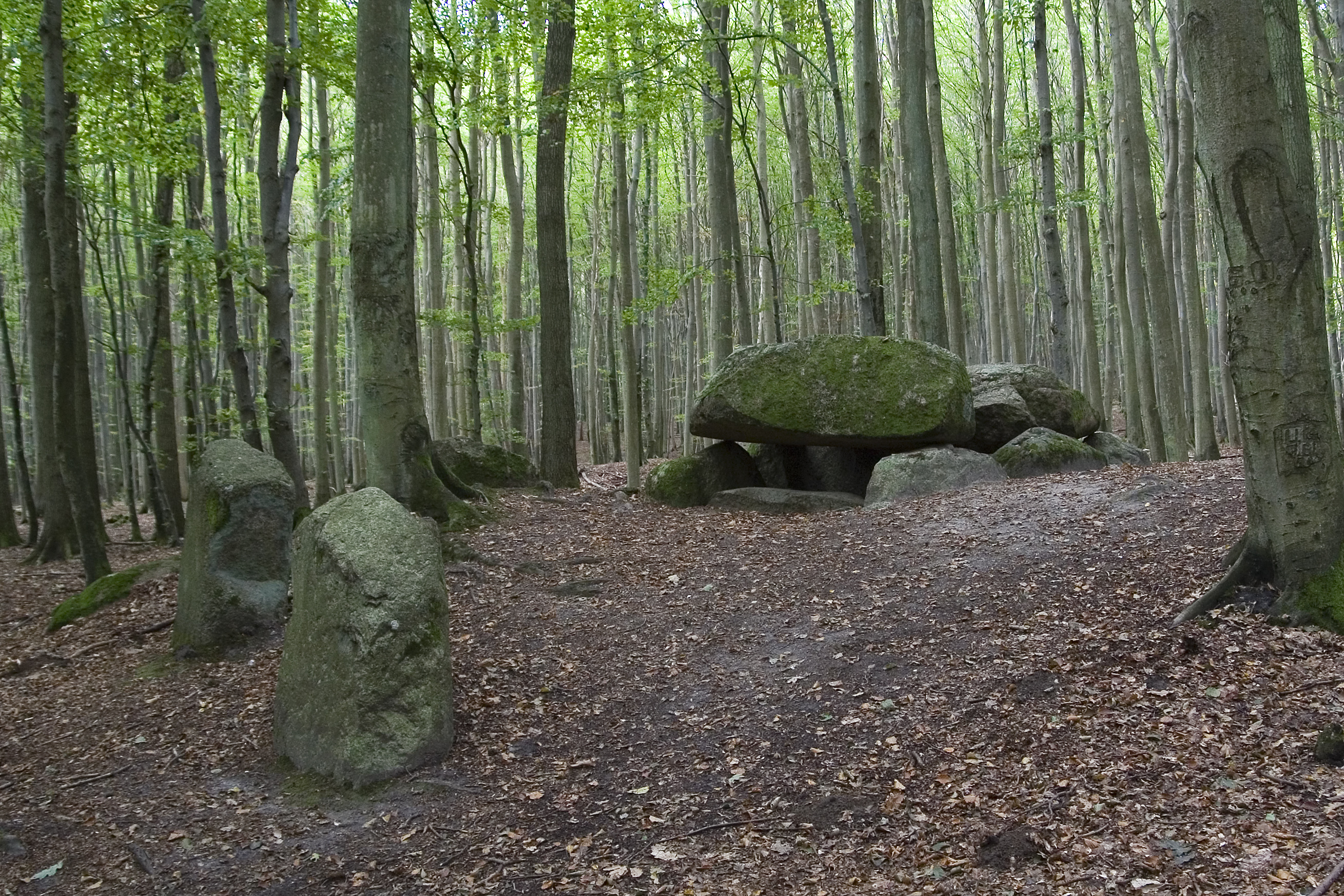
Großsteingrab Sassnitz Waldhalle